# Kościół Niepokalanego Serca Najświętszej Maryi Panny w Zaniemyślu
Kościół Niepokalanego Serca Najświętszej Maryi Panny w Zaniemyślu – jeden z dwóch kościołów rzymskokatolickich w Zaniemyślu, w powiecie średzkim, w województwie wielkopolskim. Należy do dekanatu kórnickiego archidiecezji poznańskiej. Mieści się przy ulicy Poznańskiej.

## Historia
Świątynia zbudowana została w latach 1776-1782 jako zbór ewangelicki. W obecnym stanie jest to kościół neoromański wybudowany w latach 1854–1855. Po II wojnie światowej w 1945 roku został poświęcony przez księdza dziekana Ewarysta Nawrowskiego. Staje się własnością parafii na mocy aktualnego użytkowania. Dekret ks. Abpa Antoniego Baraniaka z 7 kwietnia 1965 roku zatwierdza tytuł "Niepokalanego Serca Najświętszej Maryi Panny" i nadaje charakter ecclesiae. W 1975 roku utworzony został przy tej świątyni ośrodek duszpasterski, który przekształcił się w 1981 roku w parafię katolicką Niepokalanego Serca Najświętszej Maryi Panny.

## Architektura
Budowla posiada półkoliste prezbiterium oraz strzelistą wieżę.